# Iván Molina
Iván Molina (Maceo, 16 de Junho de 1946) é um ex-tenista profissional colombiano, considerado o melhor tenista colombiano até hoje, possui um título de Grand Slam, em Roland Garros.

## Edições

### Grand Slam finais

#### Duplas Mistas: 2 (1-1)
| Posição | Ano  | Campeonato       | Piso   | Parceira            | Oponentes na final              | Placar da final |
| Campeão | 1974 | Aberto da França | Saibro | Martina Navratilova | Marcelo Lara Rosie Reyes Darmon | 6–3, 6–3        |
| Vice    | 1977 | Aberto da França | Saibro | Florenta Mihai      | Mary Carillo John McEnroe       | 7–6, 6–3        |